# 芜湖路 (合肥)
芜湖路，是中国安徽省合肥市的一条东西向干道，得名自安徽省第二大城市芜湖。芜湖路始建于1935年，1955年改造后于道路两旁大规模种植法国梧桐，文革开始后一度更名延安路，1987年改回芜湖路，2005年曾一度为拓宽芜湖路而计划去除路上的法国梧桐，后在周边居民的反对之下作罢。2011年因包河万达广场开业，马鞍山路以东段车流剧增，因而搬迁此段的72棵法国梧桐至大蜀山，补栽九十多棵直径较小的梧桐树。芜湖路全长约4.1公里，东至明光路，途径马鞍山路、徽州大道、金寨路等多条南北向干道抵达南一环路，金寨路以西段称芜湖西路。